# Victor Eskenasy
Victor Filip Eskenasy (alias Victor Moroșan; n. 19 martie 1950, București, România – d. 19 noiembrie 2019, Frankfurt am Main, Germania) a fost un arheolog și istoric medievist, ziarist, din 1988 redactor la Radio Europa Liberă.

## Viața și activitatea
Victor Eskenasy Moroșan este licențiat al Facultății de Istorie a Universității București. Arheolog medievist și cercetător științific la Centrul de istorie și teorie militară până în 1981, ulterior specializându-se în istoria evreilor din România.
A emigrat în Elveția în 1983, lucrând ca asistent de cercetare la Universitatea din Lausanne, colaborator extern la postul de radio Vocea Americii și redactor la BBC (1984-1985). La Radio Europa Liberă a fost redactor al programului Actualitatea internațională și a realizat emisiuni culturale muzicale, inclusiv interviuri cu mari personalități muzicale (Sergiu Celibidache, Yehudi Menuhin etc.), republicate ulterior la casele de discuri Tahra (Paris), Edition Modern (București) și RFE (Praga).

## Cărți
- Izvoare și mărturii referitoare la evreii din România (vol I, București, 1986, 1995),
- Bibliografia evreilor din România (în colab., Tel Aviv, 1991),
- Fondation Humbert II et Marie-Jose de Savoie. Catalogue des livres imprimes (Torino, 1998),
- Moses Gaster, Memorii. Corespondență (București, 1998),
- Hermann Scherchen, Viețile unui dirijor, vol. 1 Memorii; vol. 2 Scherchen și România (Ploiești, 2003-2005).